# Sangmélima
Sangmélima es una comuna camerunesa perteneciente al departamento de Dja-Et-Lobo de la región del Sur.
En 2005 su población era de 82 513 habitantes, de los que 51 333 vivían en la capital comunal homónima.
Se ubica sobre la carretera N9, unos 100 km al este de la capital regional Ebolowa.

## Localidades
Comprende la ciudad de Sangmélima y las siguientes localidades:
- Akak
- Ako'o-Esse
- Ako'oloui
- Akomendibi
- Akomessing
- Alouma
- Assok
- Atong
- Avebe
- Avebe-Esse
- Benyoungou
- Biboulemam
- Bidjom
- Bikobo
- Bizang
- Efoulan
- Ekoumdoum
- Eminemvom
- Essam-Esse
- Evelessi
- Evindissi
- Eye'e
- Foulassi
- Kamelon
- Keka
- Kombe
- Konde-Yebae
- Kondemeyos
- Koum-Esse
- Ma'anemeyin
- Mang
- Mbom
- Mebem
- Mebemenko
- Meka'a
- Mekam
- Mekom I
- Mekomo
- Mekomo I
- Melen
- Mendong
- Mengue
- Mepho
- Messak
- Metet
- Meyo
- Meyomadjom
- Meyos
- Meyos-Essabikoula
- Mezesse
- Mfoul-Oveng
- Mfouladja
- Mimbo
- Minkpwami-Oveng
- Mintyaminyumin
- Momebili
- Moneko'o
- Ndjantom
- Ndjom
- Ndjom-Essaman
- Ngam
- Ngam-Yemveng
- Ngom
- Ngomeyop
- Ngon
- Ngoulemekong
- Nkoe'etye
- Nkol-Ngbwa
- Nkolebom
- Nkolewot
- Nkoleyop-Akam
- Nkoltou'outou
- Nkout II
- Nkpwang
- Nloup
- Nse'elang
- Nsimalene
- Nyazanga
- Ondondo
- Oveng-Yembong
- Oveng-Yemevong
- Oveng-Yemvak
- Zoebefam
- Zouameyong
- Zoum